# Cercle lausannois des Âmes intérieures
Le cercle lausannois des Âmes intérieures est une communauté mystique groupant protestants et catholiques qui se réunit à Lausanne entre 1750 et 1850. Son nom renvoie à son appartenance à la doctrine du quiétisme.

## Histoire
Le pasteur Jean-Philippe Dutoit-Membrini est à l’origine du cercle vaudois des Âmes intérieures. Avec son ami le professeur Jean-François Ballif, il découvre en 1753 les écrits de Madame Guyon. Les deux amis font la connaissance de, Johannes Friedrich von Fleischbein, originaire d'une famille patricienne de Francfort, souvent présenté, à tort, comme "comte de Hayn" (1700-1770), protestant converti au catholicisme qui dirige alors les cercles allemands, suisses et vaudois des fidèles de l’Intérieur. Le comte désigne Dutoit-Membrini, brillant orateur, comme directeur de la communauté vaudoise. Le Cercle a exercé une certaine influence sur la vie spirituelle lausannoise, à en juger par plusieurs membres de familles de notables qui en sont membres, dont les Langallerie et les Constant.
Fleischbein rédige un livret intitulé La Dîme que publie en 1759 le pasteur Dutoit. L’on demande en effet une contribution financière aux adeptes pour aider les membres qui seraient dans le besoin. La communauté se réunit à Lausanne dans la maison Ballif, à la Cité (rue Vuillermet, 1), et ses membres adoptent des pseudonymes pour éviter d’éventuelles poursuites par les autorités bernoises.
La messe est interdite à cette époque, mais les fidèles continuent à la célébrer. Plusieurs objets de culte appartenant à cette communauté ont été conservés. Il y a notamment un calice, fabriqué à Cologne vers 1750, sur le pied duquel sont gravés les noms des trois fondateurs du groupe, Dutoit, Baillif et Fleischbein, qui figurent au côté de celui de Madame Guyon. Il y a en outre un « petit Paradis », objet typique de la dévotion catholique au XVIIIe siècle. Objet de contemplation et d’oraison, il doit aider à la prière. On voit au centre d’une petite vitrine, en forme de tabernacle, l’enfant Jésus en cire, vêtu de dentelles et portant une perruque. Il est placé devant un décor de fleurs et de fruits destinés à évoquer le Paradis, avec une végétation luxuriante, un petit agneau, un cerf, de l’eau qui jaillit du rocher. Ces objets sont aujourd’hui conservés au Musée historique de Lausanne.
La profession de foi de cette communauté hors normes est présentée dans un ouvrage édité en 1788 par le professeur Baillif, qui explique que les fidèles ont comme seul chef Jésus-Christ et rejette avec fermeté la primauté papale. Il s’agit pratiquement du seul point qui distingue les Âmes Intérieures du catholicisme. Madame Guyon, qui n’a jamais été canonisée par le Saint-Siège, est considérée comme une sainte par les membres de cet oratoire.
À la mort du professeur Baillif en 1790 et du pasteur Dutoit en 1793, le colonel Charles de Langallerie (1751-1835), beau-fils du professeur, reprend les rênes de l’oratoire. Le rapprochement avec l’Église catholique officielle se concrétise au tournant du siècle, lorsque la Constitution helvétique de 1798 proclame la liberté de conscience et des cultes. En 1802, de nombreux membres du cercle des Âmes Intérieures assistent avec dévotion à la première messe célébrée à la cathédrale de Lausanne depuis son interdiction en 1536.
Dès 1803, cependant, avec l’avènement du canton de Vaud, le protestantisme redevient la seule religion officielle. La messe continue toutefois à être célébrée à l’oratoire de la Cité. Deux tendances se dessinent alors. L’une, avec Charles de Langallerie, se rattache directement à l’église catholique, tandis que l’autre se rapproche des mouvements religieux issus du Réveil protestant. Dénoncés comme sectaires, ils sont interdits de réunion en 1824. Les derniers fidèles des Âmes Intérieures considèrent alors l’exil comme voie de salut et partent pour les États-Unis.

## Archives
- Fonds : Âmes Intérieures [47 cartons].  Cote : diverses. Bibliothèque cantonale et universitaire de Lausanne.